# ITWL NeoX
ITWL NeoX – polski bezzałogowy aparat latający (UAV, z ang. Unmanned Aerial Vehicle) opracowany w Instytucie Technicznym Wojsk Lotniczych (ITWL). W zależności od zastosowanej wymiennej głowicy może wypełniać zadania bliskiego rozpoznania zarówno dla potrzeb wojskowych, jak i służb cywilnych lub pełnić rolę amunicji krążącej.

## Historia i użytkownicy
Prace nad samolotem rozpoczęto wiosną 2015 roku. Sześć aparatów wraz z czterema stacjami kontroli zostało zakupionych przez Wyższą Szkołę Oficerską Sił Powietrznych. Oficjalne przekazanie sprzętu odbyło się 28 października 2016 roku. Dwa kolejne otrzymał nieujawniony odbiorca zagraniczny.

## Konstrukcja
Aparat o konstrukcji kompozytowej został zaprojektowany w układzie górnopłatu. Na końcu kadłuba znajduje się dwułopatowe śmigło pchające napędzane silnikiem elektrycznym. Samolot pozbawiony jest klasycznego usterzenia poziomego i pionowego. Aparat może startować z wyrzutni szynowej jak również katapulty. Lądowanie odbywa się przy użyciu spadochronu. Naziemna stacja kierowania lotem o masie 4,5 kg umożliwia pracę systemu przez 6 godzin bez zewnętrznych źródeł zasilania.
Przednia część kadłuba samolotu – jego nos, jest częścią wymienną. Można zastosować stabilizowaną głowicę optoelektroniczną z kamerą pracującą w trybie termowizyjnym z niechłodzoną matrycą o rozdzielczości 640 × 480 pikseli lub w świetle widzialnym z matrycą o rozdzielczości 1920 × 1080 pikseli i 30-krotnym powiększeniem. Głowica dodatkowo wyposażona jest w system przetwarzania obrazu oraz funkcję podążania za wskazanym obiektem naziemnym. Istnieje również możliwość zastosowania głowicy z aparatem fotograficznym do wykonywania ortofotomap. Po zainstalowaniu kumulacyjnej głowicy bojowej GOB-2 o masie 1,5 kg, aparat przeistacza się w amunicję krążącą zdolną do niszczenia słabiej opancerzonych celów ruchomych lub umocnień. Głowica bojowa wyposażona jest w kamerę światła dziennego o rozdzielczości 640 × 480 pikseli, umożliwiającą naprowadzanie optyczne aparatu przez jego operatora. 